# Beleg van Tartu
Het Beleg van Tartu vond plaats in 1224 in de context van de Lijflandse Kruistocht en leidde tot de val van het laatste Estse centrum van verzet in de provincies op het vasteland.

## Achtergrond
In 1208 vingen de Lijflandse Zwaardbroeders een kruistocht aan tegen de 'heidense' Esten, die rooftochten uitvoerden in de Letgaalse en Lijflandse gebieden in het zuiden. Deze gebieden waren recent veroverd door de Zwaardbroeders. In 1219 voegde Denemarken zich bij de Kruistocht, en in 1220 volgde Zweden. De Esten waren in staat de Zweedse aanwezigheid te vernietigen, maar tegen de winter van 1220 was vrijwel het gehele vasteland van Estland veroverd door de Duitsers en Denen, en de bevolking Christelijk verklaard.

## De opstand van 1223
In 1223 vond er een algemene anti-christelijke opstand plaats in het onderworpen vasteland van Estland. Alle Duitsers en Denen die in handen van de Esten vielen werden gedood, en sommige priesters werden ritueel geofferd aan de heidense goden. De Esten herbezetten alle forten nadat de Duitse garnizoenen gedood waren. Om het aanvankelijke militaire succes te consolideren werden Russische huurlingen uitgenodigd. Deze huurlingen uit Novgorod en Pskov werden gestationeerd in enkele sleutelforten zoals Viljandi en Tartu. De identiteit van de Estse leiders in Tartu is niet bekend. De aanvoerder van de Russische huurlingen was Vyachko, die in 1208 zijn bezittingen in Koknese verloren had aan de Zwaardbroeders en Lijflanders. Hem werd tweehonderd man en geld gegeven door de Republiek van Novgorod zodat hij zichzelf in Tarbatu (huidig Tartu) kon vestigen, of in welk gebied dan ook “dat hij voor zichzelf kon veroveren”.

## Eerste beleg van Tartu
In de winter van 1223/1224 slaagden de Duitsers er geleidelijkaan in om de meeste vestingen op het vasteland van Estland te veroveren. Tartu was het laatste centrum van verzet in Zuid-Estland. Naast de lokale bevolking van Ugandi waren vele doorgewinterde vrijheidsstrijders daar verzameld uit Sakala en andere buurprovincies (vicinas omnes provincias). De kruisvaarders sloegen een beleg voor Tartu na Pasen in 1224, maar werden tot vertrek gedwongen na slechts vijf dagen strijd. De bisschoppen stuurden een delegatie naar Vyachko en vroegen hem de “heidense rebellen” in het fort op te geven en hen te verlaten. Vyachko koos ervoor te blijven omdat de “Novgorodianen en Russische prinsen hem het fort en omringende land beloofd” mits hij het voor zichzelf kon veroveren.

## Tweede beleg van Tartu
Op 15 augustus 1224 keerde het kruisvaardersleger, versterkt met een groot aantal Christelijk Letgaalse en Lijflandse troepen terug naar Tartu. Het tweede beleg van Tartu van 1224 duurde vele dagen en nachten. Vyachko en zijn 200 Christelijke Russen werd wederom vrije doorgang aangeboden door het kruisvaarderskamp, maar Vyachko weigerde dit, aangezien hij een ontzettingsleger uit Novgorod verwachtte.
Het beleg begon met de constructie van grote en kleinere bricoles, die gebruikt werden om stenen en "heet ijzer" of vuurpotten de vesting in te werpen. Het Christelijke leger bouwde een hoge belegeringstoren die geleidelijkaan dichter bij de vesting werd gebracht. De Duitsers ondermijnden de muur en verzamelden hout dat gebruikt werd om de vesting in brand te steken. De verdedigers gebruikten hun eigen bricoles en vuurden op de Duitsers met bogen en kruisbogen. 's Nachts werden de gevechten niet onderbroken: de strijdenden schreeuwden naar elkaar en maakten lawaai met hun zwaarden, drums, fluiten en hoorns.
Uiteindelijk voerden de Duitsers een massale aanval op de vesting uit. Alle verdedigers van Tarbatu, inclusief vrouwen, werden gedood in de uiteindelijke aanval door de Ridders. In totaal werden zo'n duizend Esten gedood in de uiteindelijke strijd. Volgens de Kroniek van Hendrik van Lijfland probeerden Vyachko en zijn Russen een afzonderlijke verdediging in een van de fortificaties vol te houden, maar allen werden gedood. Van alle verdedigers van Tarbatu werd een enkele Rus uit Suzdal in leven gelaten. Hem werd kleren en een goed paard gegeven en hij werd teruggestuurd naar Novgorod. Het ontzettingsleger uit Novgorod was bij Pskov toen zij het nieuws uit Tartu vernamen, waarop zij besloten de expeditie te onderbreken en vrede te sluiten met de Duitsers.

## Nasleep
Met de val van Tartu was het gehele Estse vasteland veroverd door de Orde van de Zwaardbroeders. Voorlopig waren slechts de belangrijkste eilanden van Estland in staat hun onafhankelijkheid te behouden. Saaremaa behield zijn onafhankelijkheid tot 1227, en was herhaaldelijk opstandig tot 1345.

## Verwijzingen
1. ↑  Raun, Toivo. 2001. Estonia and the Estonians, updated second edition. Stanford, California: Hoover Institution Press. (ISBN 0-8179-2852-9)
2. ↑  Tarvel, Enn (ed.). 1982. Henriku Liivimaa kroonika. Heinrici Chronicon Livoniae. p. 234. Tallinn: Eesti Raamat.
3. ↑  Tarvel, Enn (ed.). 1982. Henriku Liivimaa kroonika. Heinrici Chronicon Livoniae. p. 242. Tallinn: Eesti Raamat.
4. ↑  Tarvel, Enn (ed.). 1982. Henriku Liivimaa kroonika. Heinrici Chronicon Livoniae. p. 246. Tallinn: Eesti Raamat.
5. ↑  Tarvel, Enn (ed.). 1982. Henriku Liivimaa kroonika. Heinrici Chronicon Livoniae. p. 248-254. Tallinn: Eesti Raamat.
6. ↑  Mäesalu, Ain (1997). Eesti ajalugu (1. osa). Avita, pp. 168. ISBN 9985-2-0043-8. Gearchiveerd op 15 augustus 2019.